# Latarnia morska Cromer
Latarnia morska Cromer – latarnia morska położona na południowy wschód od centrum Cromer w Norfolk.  W 1977 roku latarnia została wpisana na listę zabytków English Heritage..
Budowa latarni była planowana w II połowie XVIII wieku przez Sir Johna Clytona, który ze swoim wspólnikiem otrzymał patent na budowę latarni w 1669 roku. Z powodu bardzo wysokich kosztów oraz braku wpływu odpowiednich opłat wnoszonych przez właścicieli oraz kapitanów przepływających statków latarnia nie była jednak użytkowana. W 1717 roku Nathaniel Life otrzymał patent na 61 lat, po upływie którego latarnia przeszła na własność Trinity House. Szybka erozja brzegu spowodowała duże osunięcia klifu w latach 1799, 1825 oraz 1852 i ostatecznie w 1866 roku budynki latarni zostały pochłonięte przez morze.
W 1833 roku rozpoczęto budowę oddalonej od brzegu nowej latarni morskiej wraz z zabudowaniami. Ośmiokątna wieża o wysokości 18 metrów została uruchomiona w 1833 roku.
Latarnia została zelektryfikowana w 1958 roku. Została zautomatyzowana w 1990 roku. Obecnie jest kontrolowana z Trinity House Operations and Planning Centre w Harwich. Obecnie zabudowania latarnika służą jako Holiday Cottage.